# Consiglio di Rumo
Consiglio di Rumo é uma comuna italiana da região da Lombardia, província de Como, com cerca de 1.175 habitantes. Estende-se por uma área de 16 km², tendo uma densidade populacional de 73 hab/km². Faz fronteira com Colico (LC), Dongo, Dosso del Liro, Garzeno, Germasino, Gravedona, Stazzona.

## Demografia
| Variação demográfica do município entre 1861 e 2011                               |
|                                                                                   |
| Fonte: Istituto Nazionale di Statistica (ISTAT) - Elaboração gráfica da Wikipedia |